# Atotoztli Ire
Ne doit pas être confondu avec Atotoztli.
Atotoztli Ire également connue sous le nom d'Atototzin, est une princesse toltèque de Culhuacan, membre de la maison de Culhuacan et reine consort du royaume de Coatlinchán par mariage. Elle est connue pour être la raison pour laquelle la guerre de Yacanex a éclaté dans l'empire chichimèque.

## Famille
Atotoztli est la fille du roi Achitometl de Culhuacan et de la reine Xolocihuatl de Culhuacan. Sa sœur est Ilancueitl, fondatrice dynastique de Mexico-Tenochtitlan. Elle épouse le prince Huetzin de Coatlinchán,.

## Origines
Après que le royaume de Culhuacan a été annexé par la force à l'empire chichimèque durant l'époque du roi Nauhyotzin, le roi Achitometl était fidèle à son empereur, Xolotl. Lorsque l'empereur Xolotl ordonna qu'Atotoztli se marie avec le prince Huetzin de Coatlinchan, tout le monde a obéi à l'exception de Yacanex, un seigneur rebelle de Tepetlaoxtoc. Yacanex voulait épouser Atotoztli, mais après avoir été incapable d'obtenir le mariage, il conduisit ses adeptes à la guerre contre Xolotl.

## Guerre de Yacanex
Une fois que son père, le roi Achitometl, a appris que l'armée de Yacanex se dirigeait vers le royaume de Culhuacan pour capturer Atotoztli par la force, elle fut renvoyée de Culhuacan par bateau. Le Codex Xolotl montre Atotoztli quittant son royaume en larmes. En compagnie de sa sœur, elle fut emmenée en toute sécurité à Coatlinchán, le royaume de son futur mari.
Une fois à Coatlinchán, Atotoztli épousa Huetzin avec succès. Yacanex poursuivit la rébellion, et il continua à rassembler le soutien d'autres royaumes. Yacanex insista à prendre Atototzli par la force, ce qui le conduisit à affronter Huetzin et l'armée chichimèque. Lorsque Yacanex perdit la guerre, Atotoztli fut assurée comme épouse à Huetzin.

## Reine de Coatlinchan
Bien qu'Atotoztli soit entrée dans la maison de Coatlinchán par mariage, c'est sa lignée toltèque qui apporta prestige, pouvoir et légitimité au royaume de Coatlinchán. Elle devient reine consort de Coatlinchán. Ses enfants avec Huetzin assurent à la maison de Coatlinchán l'autorité qui vient d'être les descendants de Topiltzin Quetzalcoatl, et donc les héritiers politiques des Toltèques. Topiltzin Quetzalcoatl et la lignée toltèque ont fonctionné comme un symbole politique pour légitimer le pouvoir impérial, en particulier parce que ces royaumes voulaient imiter l'empire toltèque disparu depuis longtemps. Atotoztli, en établissant son pouvoir à Coatlinchán, a diminué l'importance de Culhuacan au point que le royaume a été incorporé à Coatlinchán.

## Descendance
Atotoztli était l'ancêtre de nombreux empereurs aztèques, rois de Texcoco.